# Елюбаев, Сагинтай Зекенович
Сагинтай Зекенович Елюбаев (род. 15 июля 1951, пос. Дубовка, Абайский район , Карагандинская область, Казахская ССР, СССР) — казахский учёный в области агрохимии, доктор сельскохозяйственных наук, профессор. академик НАН РК.

## Биография
Родился 15 июля 1951 года в поселке Дубовка Абайского района Карагандинской области.
В 1975 году окончил Московскую сельскохозяйственную академию имени К. А. Тимирязева по специальности «Агрохимия».
В 1979 году окончил аспирантуру во Всесоюзном научно-исследовательском институте агрохимии им. Д. И. Прянишникова по специальности «Агрохимия» в г. Москве.
С 1979 года по 2000 год прошел путь от ассистента кафедры, старшего преподавателя, заведующего кафедрой до первого проректора, директора сельскохозяйственного института в Кокшетауском университете имени Ш.Уалиханова.
С июля 2000 года и по настоящее время является ректором Кокшетауского университета имени Абая Мырзахметова.

## Научные, литературные труды
Под непосредственным руководством Елюбаева создана система удобрений в зерновых и пахотных землях Северного Казахстана, улучшающая плодородие почв и способствующая охране окружающей среды, обеспечивающая хороший и качественный выход пшеницы.
Принял участие в разработке научных программ по развитию сельского хозяйства Северного Казахстана в соответствии с национальной программой индустриально-инновационного развития Казахстана в проектах Национальной академии естественных наук Республики Казахстан.
По результатам исследования опубликовано 200 научных трудов, в том числе 3 учебника, 14 монографий, 6 учебных пособий, 2 патента и 1 авторское свидетельство.
Он является крупнейшим ученым в области агрохимии Северного Казахстана.

## Семья
- Сын: Елюбаев, Мади Сагинтаевич — депутат Мажилиса парламента Казахстана.

## Награды и звания
- «Почётный работник образования Республики Казахстан» (2001)
- Медаль «За заслуги в развитии науки Республики Казахстан» (2005)
- Медаль «За трудовое отличие» (Казахстан) (2007)
- Благодарственное письмо от Президента РК (2008)
- Медаль НДП «Нур Отан» «Белсенді қызыметі үшін» (2010)
- Медаль «20 лет независимости Республики Казахстан» (2011)
- Лауреат Премии «Socrates» (Oxford) (2011)
- «Почётный агрохимик России» (2011)
- Орден Курмет (2012)
- Медаль «20 лет Конституции Республики Казахстан» (2015)
- Медаль «25 лет независимости Республики Казахстан» (2016)
- Медаль «Ветеран труда» (Казахстан) (2016)
- Медаль «Батыр Шапағаты» имени Бауыржан Момышулы (2016)
- Почётная грамота Сената Парламента РК (2016)
- Указом Президента РК от 5 декабря 2018 года за выдающиеся заслуги в области агрохимии Казахстана награждён орденом «Парасат».[1][2]
- Почётный гражданин Акмолинской области

## Учёное звание
- доктор сельскохозяйственных наук, профессор.
- академик НАН РК (с 2017 года по настоящее время)